# Jerzy Podoski
Jerzy Podoski (ur. 21 lipca 1900 w Monastyryszczach, zm. 3 stycznia 1942 w Lizbonie) – kapitan dyplomowany piechoty Wojska Polskiego, mistrz świata w strzelectwie (1931), bronioznawca.

## Życiorys

### Młodość
Był synem Tytusa i Jadwigi z Kalm-Podoskich. Był uczniem gimnazjum polskiego w Kijowie. Wiosną 1918 wstąpił w szeregi Polskiej Organizacji Wojskowej, w ramach Komendy Naczelnej nr 3 w Kijowie. W 1918 przerwał naukę i wstąpił do Wojska Polskiego, służył w dywizjonie ułanów w szeregach 4 Dywizji Strzelców Polskich. W 1919 zdał egzamin maturalny w Szkole Rady Głównej Opiekuńczej w Warszawie. W tym samym roku został ordynansem Edwarda Śmigłego-Rydza, był też łącznikiem przy alianckiej misji wojskowej działającej pograniczu polsko-litewskim.

### Kariera wojskowa i działalność zawodowa do 1939
Od 1 października 1919 do 1 czerwca 1920 był uczniem 20. klasy Szkoły Podchorążych Piechoty w Warszawie. Po ukończeniu szkoły pozostał w niej na stanowisku oficera ordynansowego komendanta, a w następnym roku został asystentem taktyki. Pełniąc służbę w szkole pozostawał oficerem 21 Pułku Piechoty. Ukończył również kurs we Francji.
Z dniem 1 stycznia 1922 został awansowany do stopnia porucznika. Od lutego 1922 do marca 1924 był wykładowcą broni małokalibrowej w Doświadczalnym Centrum Wyszkolenia w Rembertowie. Następnie został przydzielony do 6 Pułku Strzelców Podhalańskich i skierowany na pięciomiesięczny kurs do Centralnej Szkoły Strzelniczej, w której pozostał do jesieni 1926 jako referent i instruktor w dziale doświadczalnym. W latach 1926–1928 był słuchaczem Wyższej Szkoły Wojennej w Warszawie. Z dniem 31 października 1928, po ukończeniu kursu i otrzymaniu dyplomu naukowego oficera Sztabu Generalnego, został przydzielony do 28 Dywizji Piechoty w Warszawie na stanowisko oficera sztabu. Z dniem 1 listopada 1930 został przeniesiony do Oddziału II Sztabu Głównego. 2 grudnia 1930 roku został mianowany kapitanem ze starszeństwem z 1 stycznia 1931 roku i 200. lokatą w korpusie oficerów piechoty. W grudniu 1932 ogłoszono jego przeniesienie do Państwowego Urzędu Wychowania Fizycznego i Przysposobienia Wojskowego w Warszawie. Pełnił tam służbę na stanowisku kierownika wyszkolenia. Z dniem 30 listopada 1934 został przeniesiony w stan spoczynku.
Po odejściu ze służby wojskowej pracował w Pracowni Broni Małokalibrowej w Instytucie Badania Materiałów Uzbrojenia, od lutego 1935 do sierpnia 1939 w Wydziale Oświatowym Polskiego Radia, w dziale Audycji Żołnierskich. Od 1933 był członkiem zarządu Stowarzyszenia Przyjaciół Muzeum Wojska.

### Strzelectwo
Był specjalistą w zakresie ręcznej broni palnej. Opublikował książki Karabinki małokalibrowe i ich użycie (1926), ABC strzelania. Instrukcja (1929), Pistolet w walce i sporcie (1928), Strzelanie. Podręcznik dla początkujących o zawodników (1934). Publikował także w Przeglądzie Strzeleckim i Łuczniczym, Bellonie, Przeglądzie Piechoty, Broni i Barwie.
W 1927 został mistrzem Polski w strzelaniu do figurek. W 1931 został mistrzem świata indywidualnie w konkurencji karabin małokalibrowy 100/200m leżąc (30+30), a także drużynowo w konkurencji biegnący jeleń 100 m - 50 strzałów, a także srebrny medal drużynowo w konkurencji biegnący jeleń 100 m - 25 dubletów.

### II wojna światowa
W sierpniu 1939 został zmobilizowany i przydzielony do Polskiej Misji Wojskowej przy Naczelnym Dowództwie Sprzymierzonych w Paryżu, do którego dotarł 10 września 1939. Od października 1939 pełnił służbę w Sztabie Naczelnego Wodza w charakterze tłumacza. Cierpiał na postępującą chorobę płuc, w związku z czym w celu zmiany klimatu został skierowany na stanowisko zastępcy attaché wojskowego w Lizbonie. Tam zmarł 3 stycznia 1942.

## Ordery i odznaczenia
- Medal Niepodległości (16 września 1931)[15]
- Srebrny Krzyż Zasługi (10 marca 1932)[16]
- Medal 10 Rocznicy Wojny Niepodległościowej (Łotwa)[17]